# Ball de Diables de Vila-seca
El Ball de Diables de Vila-seca és un ball de diables, manifestació folklòrica de la cultura popular catalana, de Vila-seca. Els diables naixen de la representació històrica de la lluita entre les forces del bé, representades per arcàngels i àngels, i del mal, representades pels diables. Les principals actuacions dels balls de diables es coneixen com a correfocs o cercaviles de foc i l'element protagonista és el foc en forma de pirotècnia que es crema en festes majors i processons.
A Vila-seca, l'actuació més important del Ball de Diables és durant la Festa Major d'Hivern que se celebra a l'entorn de la festivitat de Sant Antoni Abat (17 de gener) i que compta amb la participació de colles foranes convidades. Els Ball apareix cada any, també, en la Festa Major d'Estiu i en les festes del barri de La Pineda. A banda dels correfocs, els Diables de Vila-seca representen el Ball de Sant Miquel (ball parlat) i formen part del Seguici Popular del municipi.

## Orígens i influències
El ball de diables de Vila-seca és un ball típic de la cultura popular catalana. La seva base és una representació entre la lluita de les forces del bé, representades per l'àngel, i les forces del mal, representades pels diables.
La primera referència a Catalunya sobre la representació d'una lluita entre Àngels i Diables, es remunta l'any 1150 durant la celebració del casament del comte de Barcelona, Ramon Berenguer IV i Peronella d'Aragó. Posteriorment durant els segles XV i XVI en diverses processons de Corpus de Catalunya hi apareixen representacions de les lluites entre els Àngels i els Diables. En algunes representacions els diables van acompanyats d'algun Drac i l'Arcàngel Sant Miquel és l'encarregat d'aniquilar el drac i els diables.
A Vila-seca existeixen referències prèvies a l'aparició de l'actual Ball de Diables de finals del segle xix i de principis del segle xx. Es té constància que aleshores es realitzaven actuacions de Diables al municipi, i tenint en consideració el model aleshores habitual en aquestes contrades (model de participació individual o model Camp) molt probablement es tractava d'actuacions de vila-secans. Algunes de les referències trobades fins ara són: 
- 1880: Diario de Tarragona, publicació 1/08/1880, pàgina 2, apartat 'Vilaseca 31 de julio de 1880' - "Al amanecer del día 3 volverán á echarse las campanas al vuelo y otra salva de morteretes anunciará al vecindario el día de la festividad del santo patrón; luego saldrán las «collas de xiquets de Valls» á levantar torres en varios puntos y las danzas recorrerán ias calles hasta las nueve de la mañana en que pasarán á la casa consistorial para acompañar ai Ayuntamiento a los divinos oficios. Se agregará á la comitiva una numerosa comparsa de diables que dispararán fuegos artificiales durante este acto"[1]
- 1889: Francesc Pelai i Briz, publica "Una Cançó" a L'Avens, 2a època, any I, núm. 7. Publicat originalment a La Roja l'any 1876. Refereix a Festa Major 1866 - "Ara fará uns deu anys trobantnos a Tarragona jo y mon amich Remí, anarem a festa major al poble de Vila-seca. No hi anavam per veure cap monument, ni a cercarhi cap tradició, ni tampoc perquè fos ell espill d'alguna especialitat ja en llenguatge, ja en trajo, res d'això s'hi troba; però sí'ns duya l'afany de presenciar una d'aqueixas pantomimas populars qu'allí s' conservan ab tota la grotresca naturalitat dels primers temps en què foren inventadas. Nos havian parlat del ball de la Rosaura y del d'en Serrallonga y nosaltras volíam veure aquells personatges coberts d'antiquelas y casacas de tot tall y de tot temps. Volíam contemplar de prop aquells diables de las petadoras carretillas y cuas desvergonyidas [...]".[2]

Altres exemples de referències històriques són els que es troben en els llibres d'actes de Ple de l'Ajuntament de Vila-seca, presents a l'Arxiu Històric Sir Esteve Morell i Scott de Vila-seca. Dos exemples on se cita el Ball de Diables són:
- 14 de juliol de 1881: “Habiéndose acercado al senyor Alcalde algunos individuos indicando el deseo de que la Corporación consigne algo de su presupuesto para subvenir a los festejos que con tal motivo debiera tal vez celebrarse, después de un detenido debate en el que los pareceres de los Sres. Concejales estuvieron discordes, se acordó en votación nominal invertir de los fondos municipales la cantidad de ochenta pesestas para las “torres” vulgo “Castells” y otra igual suma para los gastos que originen los fuegos artificiales conocidos por “Ball de Diables”.”[3]

- 26 de juliol de 1883: “Habiéndose manifestado por el señor Presidente que los aficionados a torres o castells, lo mismo que los jóvenes que organizan los bailes de D.Jacinto y el vulgarmente conocido por de Diables, se le habían acercado pidiendo algún donativo para contribuir a que tengan alguna animación los festejos que tratan de celebrar en los próximos días tres y cuatro de agosto inmediato […]“.[4]